# Château De Sterlich-Aliprandi
Le château De Sterlich-Aliprandi est un château situé dans la commune de Nocciano, province de Pescara, dans les Abruzzes.